# Chéronnac
Chéronnac è un comune francese di 327 abitanti situato nel dipartimento dell'Alta Vienne nella regione della Nuova Aquitania.
All'interno del territorio comunale è situata la sorgente della Charente.

## Società

### Evoluzione demografica
Abitanti censiti